# Leichtathletik-Weltmeisterschaften 2022/Teilnehmer (Dominikanische Republik)
| Goldmedaillen | Silbermedaillen | Bronzemedaillen |
| ------------- | --------------- | --------------- |
| 1             | 1               | —               |

Der Leichtathletikverband der Dominikanischen Republik nahm an den Leichtathletik-Weltmeisterschaften 2022 in Eugene teil. Zwölf Athletinnen und Athleten wurden vom Verband der Dominikanischen Republik nominiert.

## Medaillengewinnerinnen und -gewinner
| Medaille | Athletin                                                                        | Disziplin       |
| -------- | ------------------------------------------------------------------------------- | --------------- |
| Gold     | Fiordaliza Cofil (w) Lidio Féliz (m) Marileidy Paulino (w) Alexander Ogando (m) | 4 × 400 m Mixed |
| Silber   | Marileidy Paulino                                                               | 400 m           |

## Ergebnisse

### Männer

#### Laufdisziplinen
| Athlet                                                                  | Disziplin    | Vorlauf    | Vorlauf | Halbfinale | Halbfinale | Finale  | Finale |
| Athlet                                                                  | Disziplin    | Zeit       | Platz   | Zeit       | Platz      | Zeit    | Platz  |
| ----------------------------------------------------------------------- | ------------ | ---------- | ------- | ---------- | ---------- | ------- | ------ |
| Yancarlos Martínez                                                      | 200 m        | 20,13 s    | 07      | 20,21 s SB | 10         | DNQ     | DNQ    |
| Alexander Ogando                                                        | 200 m        | 20,01 s NR | 03      | 19,91 s NR | 05         | 19,93 s | 05     |
| Lidio Féliz                                                             | 400 m        | 45,87 s    | 17      | 46,19 s SB | 22         | DNQ     | DNQ    |
| Luguelín Santos                                                         | 400 m        | DNS        | DNS     | DNQ        | DNQ        | –       | –      |
| Juander Santos                                                          | 400 m Hürden | 58,80 s    | 35      | DNQ        | DNQ        | –       | –      |
| Wilber Encarnación Lidio Feliz Robert King Yeral Núñez Alexander Ogando | 4 × 400 m    | DNS        | DNS     |            |            | DNQ     | DNQ    |

### Frauen

#### Laufdisziplinen
| Athletin          | Disziplin | Vorlauf | Vorlauf | Halbfinale | Halbfinale | Finale  | Finale |
| Athletin          | Disziplin | Zeit    | Platz   | Zeit       | Platz      | Zeit    | Platz  |
| ----------------- | --------- | ------- | ------- | ---------- | ---------- | ------- | ------ |
| Marileidy Paulino | 400 m     | 50,76 s | 05      | 49,98 s    | 02         | 49,60 s | Silber |
| Fiordaliza Cofil  | 400 m     | 51,19 s | 11      | 50,14 s SB | 05         | 50,57 s | 06     |

#### Sprung/Wurf
| Athletin      | Disziplin  | Qualifikation | Qualifikation | Finale     | Finale |
| Athletin      | Disziplin  | Weite/Höhe    | Platz         | Weite/Höhe | Platz  |
| ------------- | ---------- | ------------- | ------------- | ---------- | ------ |
| Ana José Tima | Dreisprung | 14,52 m NR    | 03            | 14,13 m    | 10     |

### Mixed

#### Laufdisziplinen
| Athletin/Athlet | Disziplin | Vorlauf        | Vorlauf | Finale            | Finale |
| Athletin/Athlet | Disziplin | Zeit           | Platz   | Zeit              | Platz  |
| --- | --------- | -------------- | ------- | ----------------- | ------ |
| Fiordaliza Cofil (w) Lidio Féliz (m) Marileidy Paulino (w) Alexander Ogando (m) nicht eingesetzt: Anabel Medina (w) | 4 × 400 m | 3:13,22 min SB | 03      | 3:09,82 min WL NR | Gold   |